# Schnellfahrstrecke Lianyungang–Xuzhou
| Hochgeschwindigkeitszug in Lianyungang (2020) |                      |                                    |                                    |
| Streckenlänge: | 185 km               |                                    |                                    |
| Spurweite: | 1435 mm (Normalspur) |                                    |                                    |
| Stromsystem: | 25000 V ~            |                                    |                                    |
| Streckengeschwindigkeit: | 350 km/h             |                                    |                                    |
| Zweigleisigkeit: | ja                   |                                    |                                    |
| |                      |                                    |                                    |
| \| \| \| Longhai-Bahn von Lianyun \| \| \| \| \| Qingdao-Bahn von Qingdao \| \| \| \| 0 \| Lianyungang in Haizhou, S-Bahn \| Lianyungang in Haizhou, S-Bahn \| \| \| \| ehem. von Lianyungang-Xinpu \| \| \| \| \| Qingdao-Bahn nach Yancheng \| \| \| \| \| parallele Longhai-Bahn nach Xuzhou \| \| \| \| 38 \| Donghai Xian \| Donghai Xian \| \| \| \| Bahnstrecke Xinyi–Changxing \| \| \| \| 85 \| Xinyi Süd \| Xinyi Süd \| \| \| 114 \| Pizhou Ost \| Pizhou Ost \| \| \| \| Daxu Süd \| \| \| \| \| Schnellfahrstrecke von Yancheng \| \| \| \| 180 \| Houmazhuang \| Houmazhuang \| \| \| \| Schnellfahrstrecke von Shanghai \| \| \| \| \| überquerend Xuzhou Metro \| \| \| \| \| Longhai-Bahn nach Lanzhou \| \| \| \| 185 \| Xuzhou Ost zur Xuzhou Metro \| Xuzhou Ost zur Xuzhou Metro \| \| \| \| Schnellfahrstrecke nach Peking \| \| \| \| \| Schnellfahrstrecke Xuzhou–Lanzhou \| \| |                      |                                    |                                    |
| Strecke |                      | Longhai-Bahn von Lianyun           | Longhai-Bahn von Lianyun           |
| Abzweig geradeaus und von rechts |                      | Qingdao-Bahn von Qingdao           | Qingdao-Bahn von Qingdao           |
| Bahnhof mit S-Bahn-Halt | 0                    | Lianyungang in Haizhou, S-Bahn     | Lianyungang in Haizhou, S-Bahn     |
| Abzweig geradeaus und nach links · Abzweig von rechts und ehemals von links |                      | ehem. von Lianyungang-Xinpu        | ehem. von Lianyungang-Xinpu        |
| Strecke · Abzweig geradeaus, nach links und von links |                      | Qingdao-Bahn nach Yancheng         | Qingdao-Bahn nach Yancheng         |
| Kreuzung geradeaus oben · Strecke nach rechts |                      | parallele Longhai-Bahn nach Xuzhou | parallele Longhai-Bahn nach Xuzhou |
| Bahnhof · Bahnhof | 38                   | Donghai Xian                       | Donghai Xian                       |
| Kreuzung geradeaus oben |                      | Bahnstrecke Xinyi–Changxing        | Bahnstrecke Xinyi–Changxing        |
| Bahnhof | 85                   | Xinyi Süd                          | Xinyi Süd                          |
| Bahnhof | 114                  | Pizhou Ost                         | Pizhou Ost                         |
| Blockstelle |                      | Daxu Süd                           | Daxu Süd                           |
| Abzweig geradeaus und von links |                      | Schnellfahrstrecke von Yancheng    | Schnellfahrstrecke von Yancheng    |
| Blockstelle | 180                  | Houmazhuang                        | Houmazhuang                        |
| Abzweig geradeaus und von links |                      | Schnellfahrstrecke von Shanghai    | Schnellfahrstrecke von Shanghai    |
| Kreuzung mit U-Bahn mit Tunnelstrecke |                      | überquerend Xuzhou Metro           | überquerend Xuzhou Metro           |
| Kreuzung geradeaus oben |                      | Longhai-Bahn nach Lanzhou          | Longhai-Bahn nach Lanzhou          |
| U-Bahn-Abzweig quer und nach links (im Tunnel) · U-Bahn-Strecke quer (im Tunnel) | 185                  | Xuzhou Ost zur Xuzhou Metro        | Xuzhou Ost zur Xuzhou Metro        |
| Abzweig geradeaus und nach rechts |                      | Schnellfahrstrecke nach Peking     | Schnellfahrstrecke nach Peking     |
| Strecke |                      | Schnellfahrstrecke Xuzhou–Lanzhou  | Schnellfahrstrecke Xuzhou–Lanzhou  |

Die Schnellfahrstrecke Lianyungang–Xuzhou (chinesisch 陆桥通道连云港至徐州段), auch Lianxu-Schnellfahrstrecke (chinesisch 连徐客运专线), ist eine 185 Kilometer lange Eisenbahnstrecke in der Provinz Jiangsu in der Volksrepublik China. Sie verbindet die Bahnhöfe Lianyungang und Xuzhou Ost, die beide in Jiangsu liegen. Die Schnellfahrstrecke wurde in Ergänzung zur älteren Bahnstrecke Lianyungang–Lanzhou gebaut. Sie verläuft weitgehend parallel.

## Streckenverlauf
In Lianyungang kann man auf die Bahnstrecke Qingdao–Yancheng umsteigen sowie auf die S-Bahn Lianyungang nach Lianyun. Ab dem Bahnhof Lianyungang, der in Haizhou liegt, verläuft die Hochgeschwindigkeitsstrecke neben der Bahnstrecke Lianyungang–Lanzhou bis Donghai, außer Lianyungang der einzige gemeinsame Bahnhof. Anschließend zweigt die Schnellfahrstrecke nach Süden ab und quert die Bahnstrecke Xinyi–Changxing. In Xinyi gibt es einen neu gebauten Südbahnhof. Die Strecke nähert sich wieder der Bahnstrecke Lianyungang–Lanzhou an. In Pizhou liegen der Ostbahnhof der Schnellfahrstrecke und der Stadtbahnhof der älteren Bahnlinie jedoch fünf Kilometer auseinander. Weiterhin nebeneinander laufend überqueren beide Linien bei Pizhou den Kaiserkanal. Die Hochgeschwindigkeitsbahn zweigt wieder nach Süden ab. Dort befinden sich die Betriebsstellen Daxu Süd und Houmazhuang. Im Xuzhouer Stadtbezirk Jiawang münden die Schnellfahrstrecke Xuzhou–Yancheng aus Yancheng sowie die Schnellfahrstrecke Peking–Shanghai vom Bahnhof Shanghai-Hongqiao ein. Gemeinsamer Umsteigeknoten ist der Bahnhof Xuzhou Ost, wo auch ein Umstieg zur Xuzhou Metro möglich ist. Von dort besteht Anschluss an die Schnellfahrstrecke Peking–Shanghai nach Peking Süd. Die Bahnstrecke selbst setzt sich als Schnellfahrstrecke Xuzhou–Lanzhou nach Lanzhou in der Provinz Gansu fort, gemeinsamen zählen sie zu den acht vertikalen und acht horizontalen Linien.

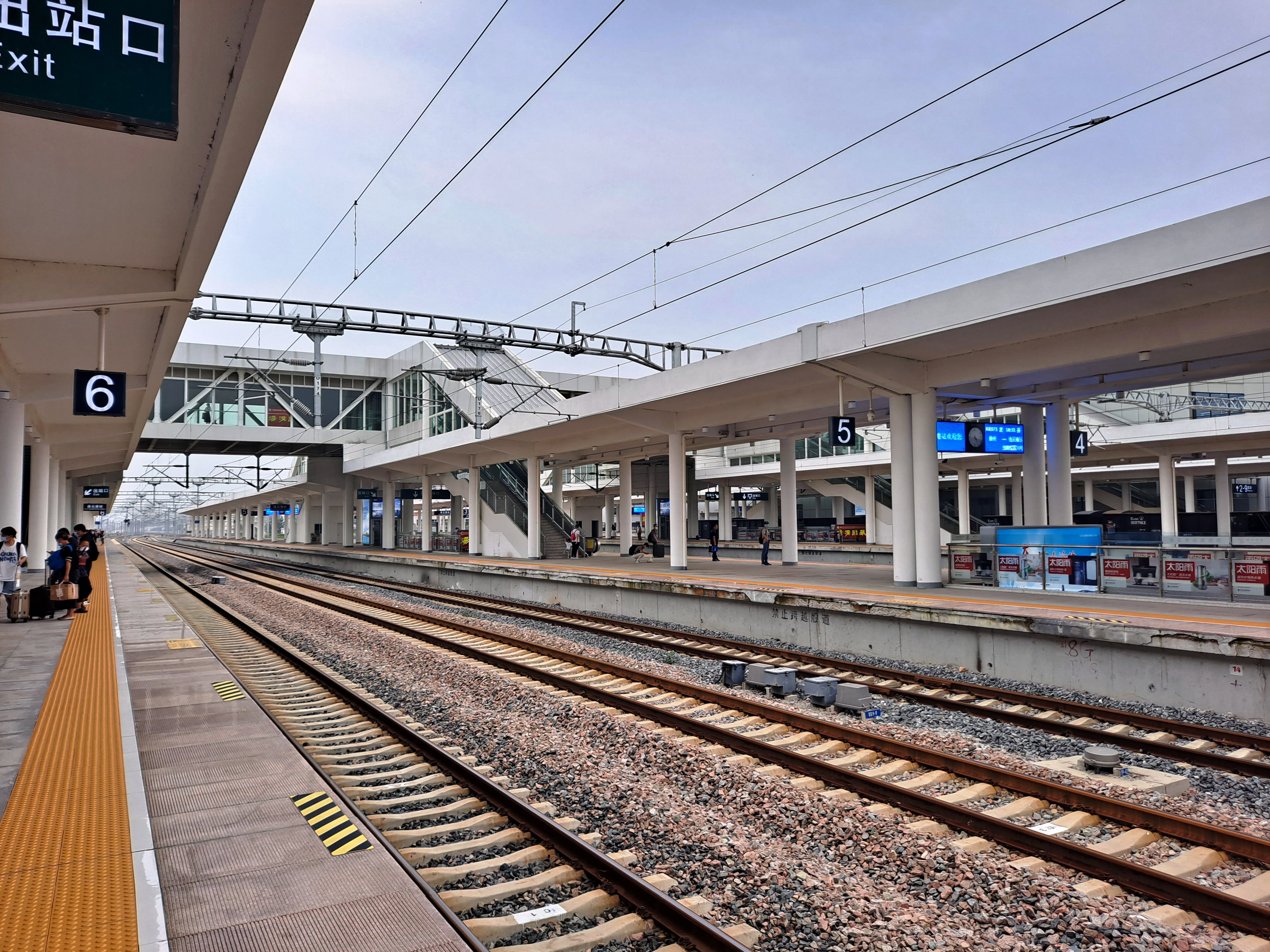
Gleise in Lianyungang (2020)
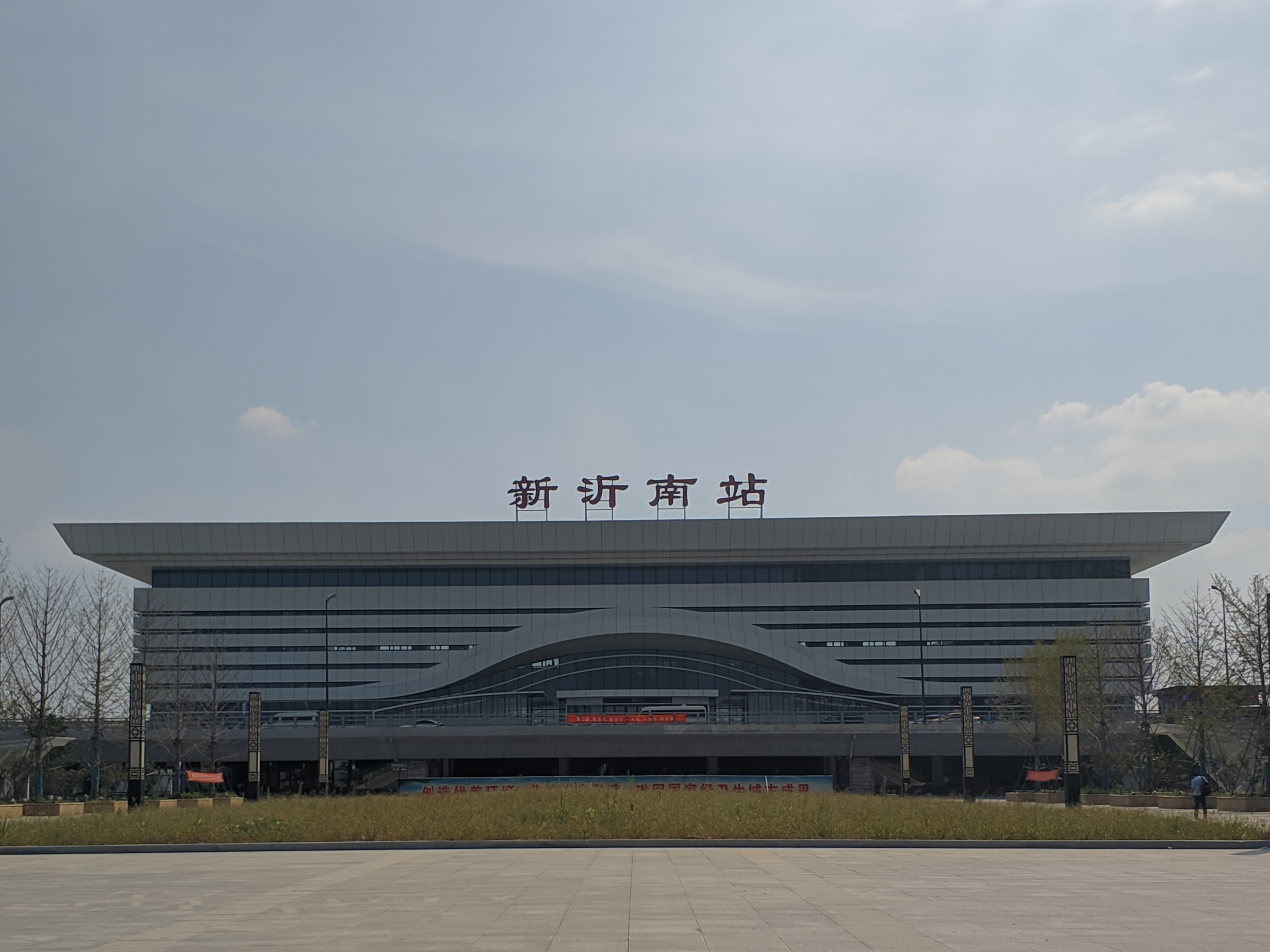
Bahnhofsgebäude Xinyi Süd (2021)
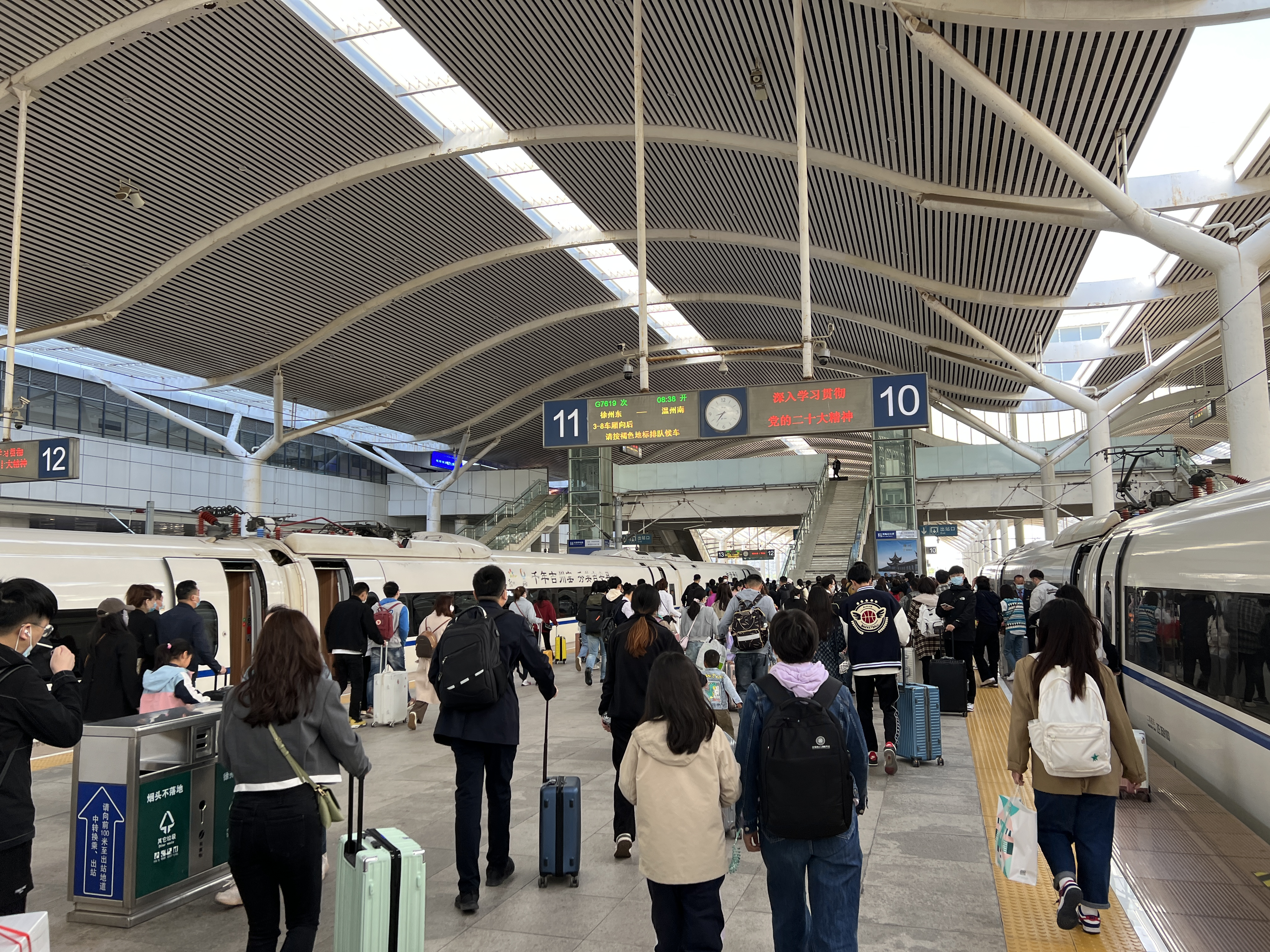
Bahnsteig in Xuzhou Ost (2023)

## Technische Daten
Die Schnellfahrstrecke Lianyungang–Xuzhou wurde ab 2016 gebaut, die Eröffnung fand am 8. Februar 2021 statt. Abweichend von der Streckenlänge von 185 Kilometern wird häufig der Abschnitt von Lianyungang bis Houmazhuang mit 180 Kilometern als Gesamtlänge angegeben. Die Höchstgeschwindigkeit beträgt 350 km/h. Im Februar 2021 dauerte die Fahrtzeit 60 Minuten. Die Strecke ist mit Wechselstrom elektrifiziert bei einer Betriebsspannung von 25.000 Volt. Die Spurweite beträgt 1435 mm (Normalspur). Die Strecke wird von der chinesischen Eisenbahngesellschaft China Railway betrieben.